# Adams Probe 16
La Adams Probe 16 è un'autovettura sportiva realizzata dalla Adams Brothers nel 1970.

## Sviluppo
Realizzata dagli ex ingegneri della Marcos Dennis e Peter Adams in tre esemplari, la Probe 16 rappresentava una vettura sperimentale per testare il design più estremo possibile applicabile a una vettura.

## Tecnica
La carrozzeria della vettura era realizzata in fibra di vetro e l'accesso avveniva attraverso il tettuccio scorrevole realizzato nello stesso materiale. Come propulsore la Probe 16 utilizzava un 4 cilindri in linea da 1900 cc derivato da una Austin 1800 montato in posizione centrale. Quest'ultimo era abbinato a un carburatore Weber 45 per incrementare la potenza.
L'ultimo dei tre esemplari prodotti, con il telaio 004, è stato utilizzato nel film Arancia meccanica di Stanley Kubrick quale autovettura rubata dai protagonisti; nella pellicola le viene assegnata la denominazione di Durango 95